# Réseau national de la recherche et de l'enseignement
 (février 2021).
Si vous disposez d'ouvrages ou d'articles de référence ou si vous connaissez des sites web de qualité traitant du thème abordé ici, merci de compléter l'article en donnant les références utiles à sa vérifiabilité et en les liant à la section « Notes et références ».
Un réseau national de la recherche et de l'enseignement (parfois abrégé en NREN pour National Research and Education Network) est une organisation chargée de fournir et de gérer une infrastructure réseau pour les centres de recherche, les écoles et les universités. Elle est en général nationale et financée publiquement pour l'essentiel.
Ces réseaux voient le jour à la fin des années 1980 et au début des années 1990 et se développent avec l'avènement d'Internet.
En Europe, on peut citer le RENATER (France), Belnet (Belgique), SURFnet (en) (Pays-Bas), Switch (Suisse), NORDUnet (en) (Suède, Islande, Danemark, Norvège), etc.
Les NREN européens se fédèrent autour de GÉANT afin de se connecter entre eux et de négocier plus efficacement avec la Commission européenne, les opérateurs de télécommunications et les grands réseaux nord-américains.